# Virgilio Carbonari
Virgilio Carbonari (Seriate, 18 dicembre 1925 – Seriate, 21 novembre 1988) è stato un baritono e pittore italiano.

## Biografia
Virgilio Carbonari nacque a Seriate il 18 dicembre 1925. Cresciuto in una famiglia povera e numerosa, incominciò molto presto a lavorare, trovando occupazione come apprendista zoccolaio.
A dodici anni si iscrisse alla Scuola d’arte “Andrea Fantoni” di Bergamo, che frequentò nelle ore libere dal lavoro, con assiduità e profitto, per cinque anni di seguito. Nell’ottobre 1942 espose alla Mostra Missionaria di Seriate e fu notato da Betty Ambiveri che, dopo averne apprezzato i disegni in mostra, scrisse una lettera di presentazione per l’iscrizione alla Scuola di pittura dell’Accademia Carrara di Bergamo; studiò con il pittore Contardo Barbieri e successivamente con Achille Funi. L’Ambiveri aiutò il giovane Carbonari durante la sua attività, mettendogli gratuitamente a disposizione un locale al piano terra della sua villa per esercitarsi e studiare. La sua produzione comprende affreschi, acquarelli, paesaggi (soprattutto vedute seriatesi), fiori, nature morte. A Seriate sono presenti quattro santelle dedicate alla Madonna; il Comune gli ha dedicato la Sala Espositiva nel palazzo municipale. Ha dato buona prova della propria arte in numerose mostre personali allestite in varie città italiane.
Contemporaneamente alla sua attività di pittore, Carbonari si dedicò anche a valorizzare un altro aspetto della sua personalità: dotato di una bella voce dal timbro baritonale, la coltivò iscrivendosi e frequentando la Scuola di Musica della Scala di Milano.
Studiò canto con il tenore Alessandro Dolci, poi col maestro Giuseppe Cesati per perfezionarsi poi presso l'Istituto Musicale Gaetano Donizetti di Bergamo sotto la guida di Teso Armani.  Fu uno straordinario interprete nel ruolo di “Comprimario”. Rimase memorabile nel ruolo del Sagrestano nell'opera Tosca di Giacomo Puccini interpretato a Vienna sotto la direzione di Herbert von Karajan. Altre interpretazioni e ruoli di rilievo di Carbonari furono: La sonnambula  (Alessio) e I puritani (Gualtiero) di Vincenzo Bellini, Andrea Chénier (Sanculotto) di Umberto Giordano, Turandot (Il Mandarino), Madama Butterfly (Il Console) di Giacomo Puccini, La traviata (Gastone), La forza del destino (frà Melitone), Ernani (Jago), Un ballo in maschera (Silvano) di Giuseppe Verdi, Carmen (Dancairo) di Georges Bizet, La Gioconda (Zuane) di Amilcare Ponchielli,  L'elisir d'amore (Dulcamara) di Gaetano Donizetti, con il quale ottenne un ottimo successo al Teatro Liceu di Barcellona nel 1982. 
Dal 1960 al 1971 cantò all'Arena di Verona in 13 opere diverse. Al Teatro Donizetti di Bergamo fu presente dal 1950 al 1984. Per tredici stagioni fu presente al Teatro Carlo Felice di Genova e per undici al Teatro la Fenice di Venezia. Collaborò per 18 anni con il Teatro alla Scala di Milano e un anno prima della morte interpretò nel teatro milanese il ruolo del Notaio nel Gianni Schicchi di Giacomo Puccini, con la direzione del maestro Gianandrea Gavazzeni. Cantò anche nei più prestigiosi teatri internazionali. L'arte vocale di Carbonari è testimoniata anche da un disco inciso nel 1987 a cura del Circolo Simone Mayr di Bergamo, oltre che da una ventina di opere complete.

## Galleria d'immagini

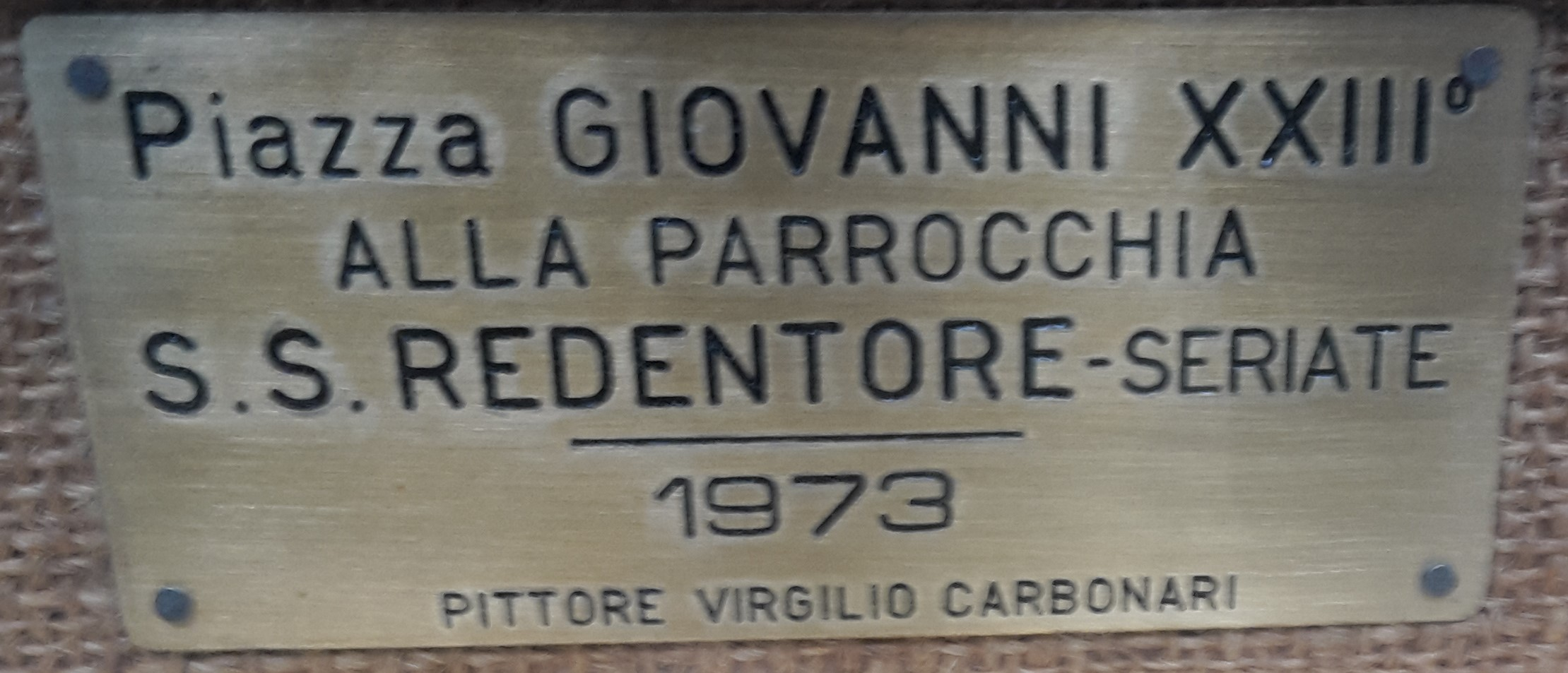